# Бересклет Форчуна
Бересклет Форчуна (лат. Euonymus fortunei) — вечнозеленый стелющийся кустарник, вид семейства Бересклетовые (Celastraceae), произрастающий в Восточной Азии, включая Китай, Корею, Филиппины и Японию. Назван в честь шотландского ботаника и исследователя растений Роберта Форчуна. Используется как декоративное растение в садоводстве. E. Fortunei высокоинвазивен и наносит ущерб в Соединенных Штатах, вызывая гибель деревьев и лесов в городских районах.

## Описание
Это вечнозелёный кустарник, который растёт как лиана, если ему обеспечить опору. Таким образом, он вырастает до 20 м, закрепляясь с помощью небольших корешков на стеблях, подобно плющу (пример конвергентной эволюции, поскольку эти два вида не связаны между собой). Как и у плюща, у него также есть стерильная нецветущая ювенильная фаза лазания или ползучести, которая, достигнув достаточной высоты в кронах деревьев, чтобы получить больше света, развивается во взрослую фазу цветения без лазающих корешков. Листья расположены супротивными парами, от эллиптических до эллиптически-яйцевидных, 2—6 см в длину и 1—3 см в ширину, с мелкопильчатыми краями. Цветки невзрачные, диаметром 5 мм, с четырьмя мелкими зеленовато-жёлтыми лепестками. Плод представляет собой гладкую, растрескивающуюся коробочку с красноватыми кожурками.

## Распространение и среда обитания
Вид имеет обширный естественный ареал, включая многие части Китая (от уровня моря до высоты 3400 м), Индию, Индонезию, Японию, Корею, Лаос, Мьянму, Филиппины, Таиланд и Вьетнам. Он напоминает Бересклет японский (Euonymus japonicus), который также широко культивируется, но представляет собой кустарник без воздушных корней. Он также связан со множеством подобных видов, включая Euonymus theifolius или Euonymus vagans, а также с рядом названных «видов», которые встречаются только в культуре и рассматриваются скорее как культурные сорта. Его среда обитания включает леса, кустарники и леса.

## Выращивание
Бересклет Форчуна широко культивируется как декоративное растение, при этом многочисленные сорта были отобраны по таким признакам, как жёлтый цвет, пестрота и медленный карликовый рост. Его используют как почвопокровное растение или лиану, чтобы декорировать стены и деревья. Следующие сорта получили награду Королевского садоводческого общества «За заслуги перед садом»:
- 'Emerald Gaiety'[3]
- 'Emerald 'n' Gold'[4]
- 'Emerald Surprise'[5]
- 'Kewensis'[6]
- 'Wolong Ghost'[7]

Культивары
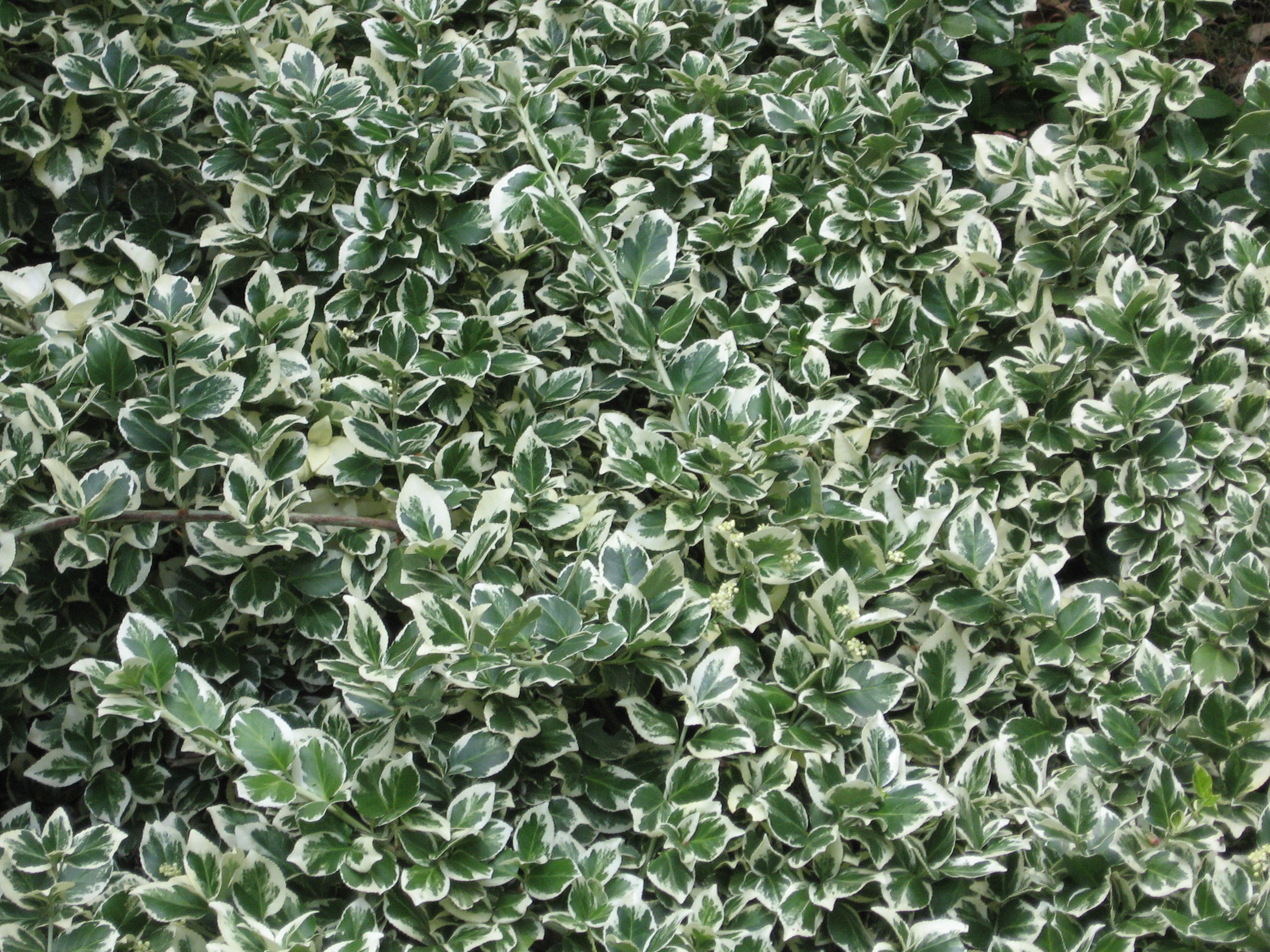
'Emerald Gaiety'
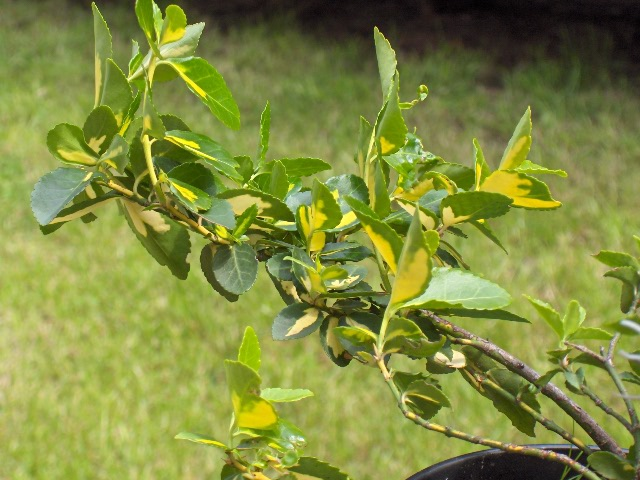
'Emerald'n Gold'
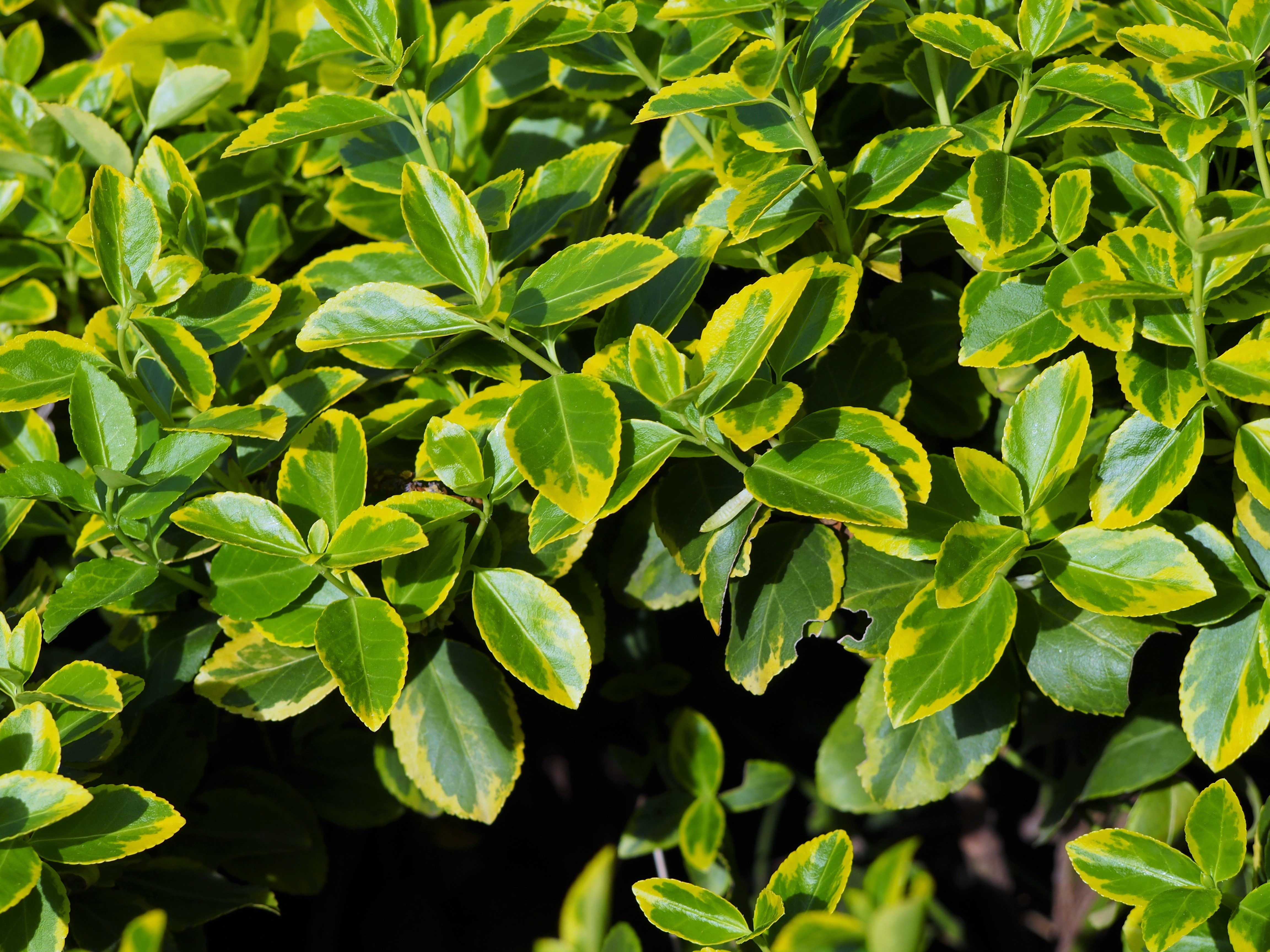
'E.T.'
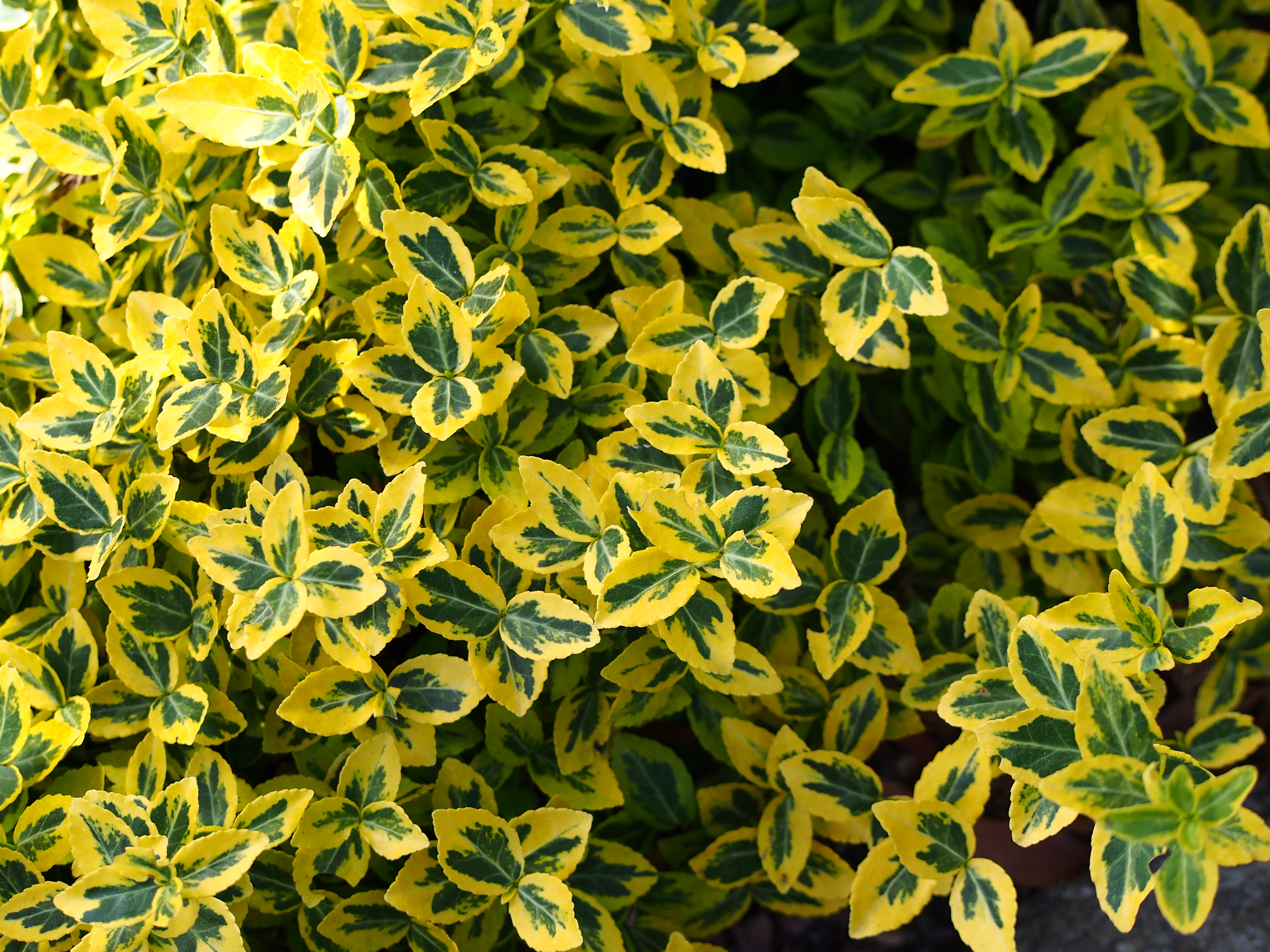
'Gold Tip'
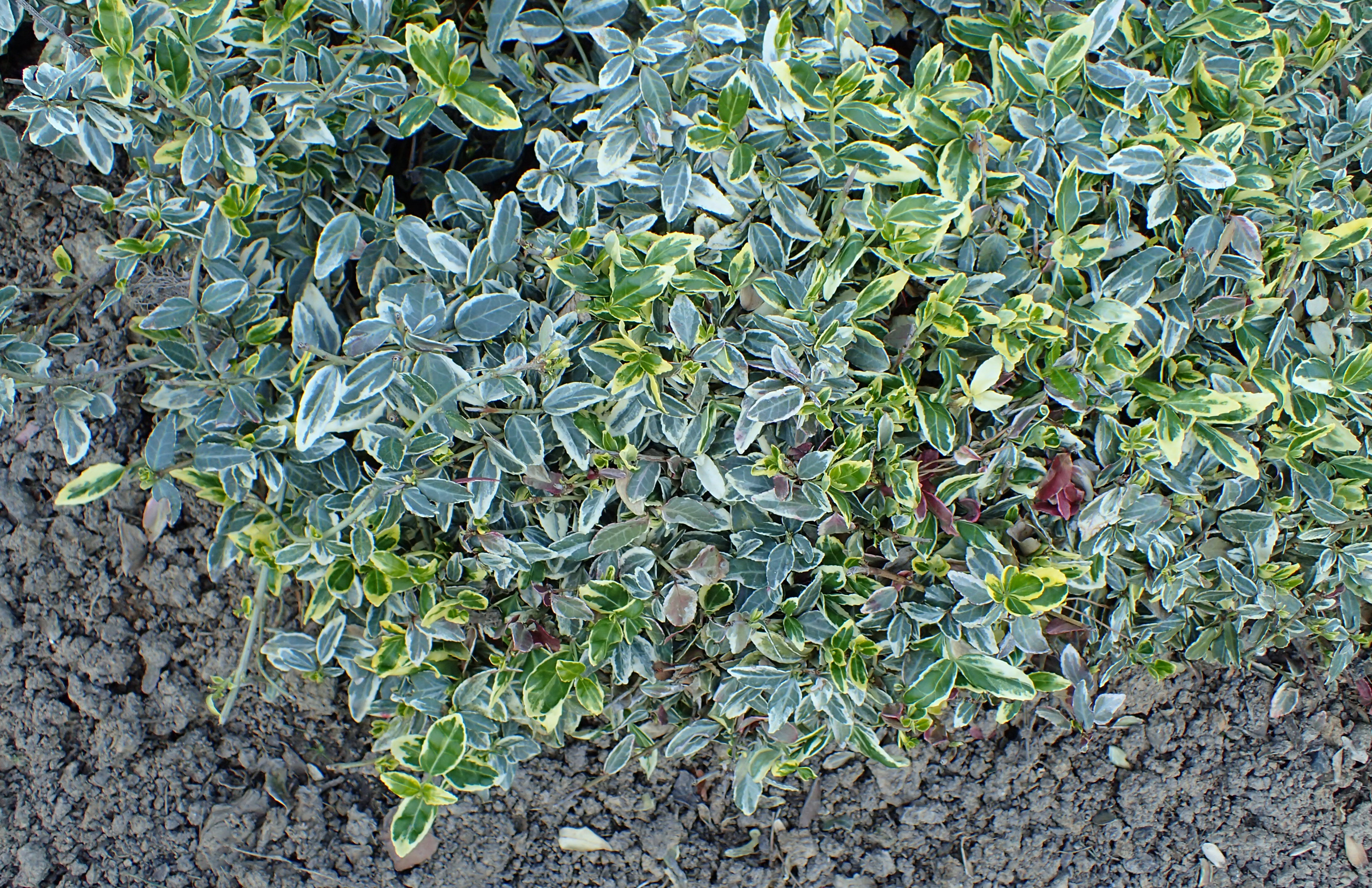
'Gracilis'
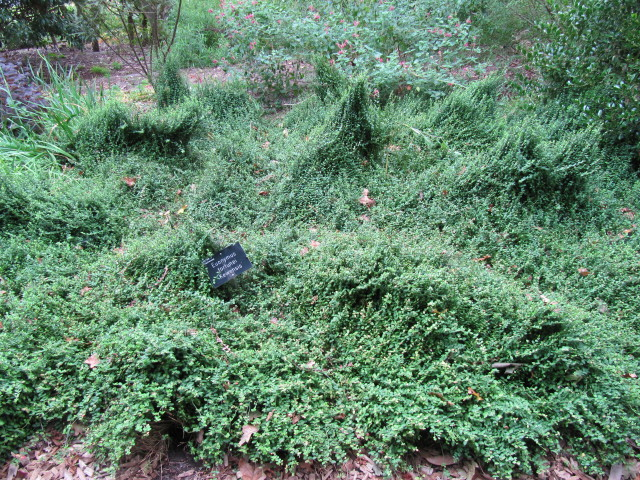
'Kewensis'
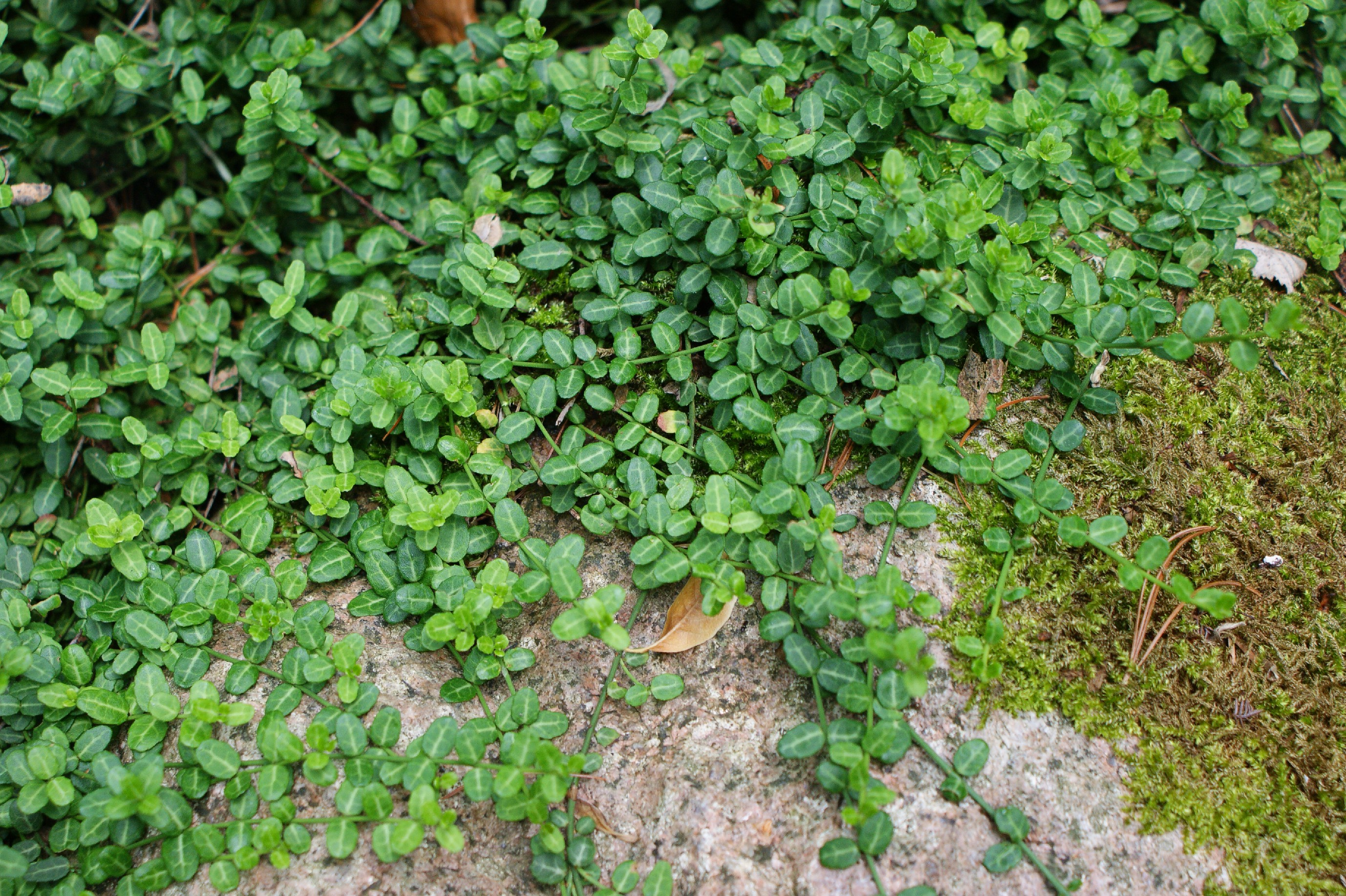
'Minimus'
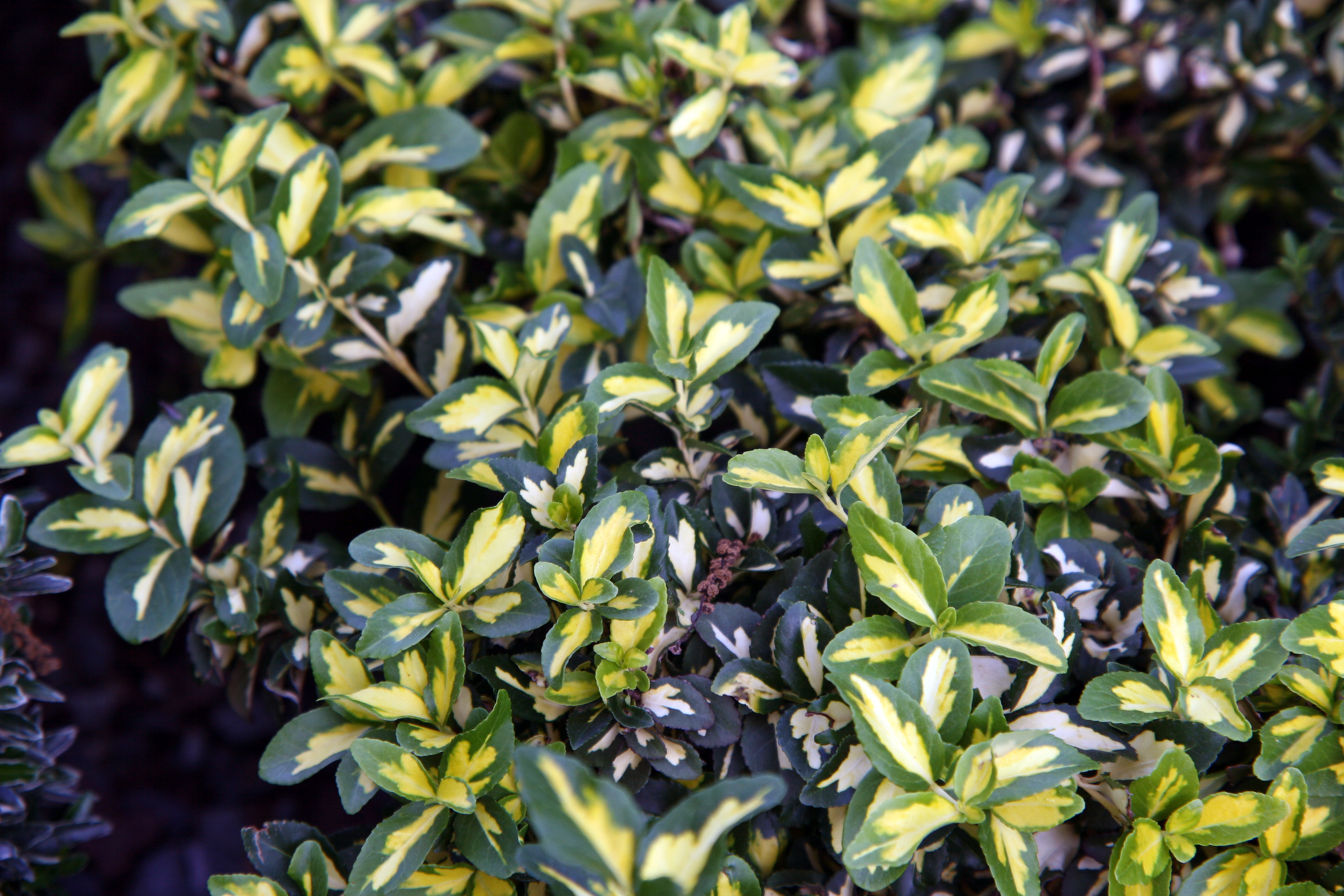
'Moonshadow'
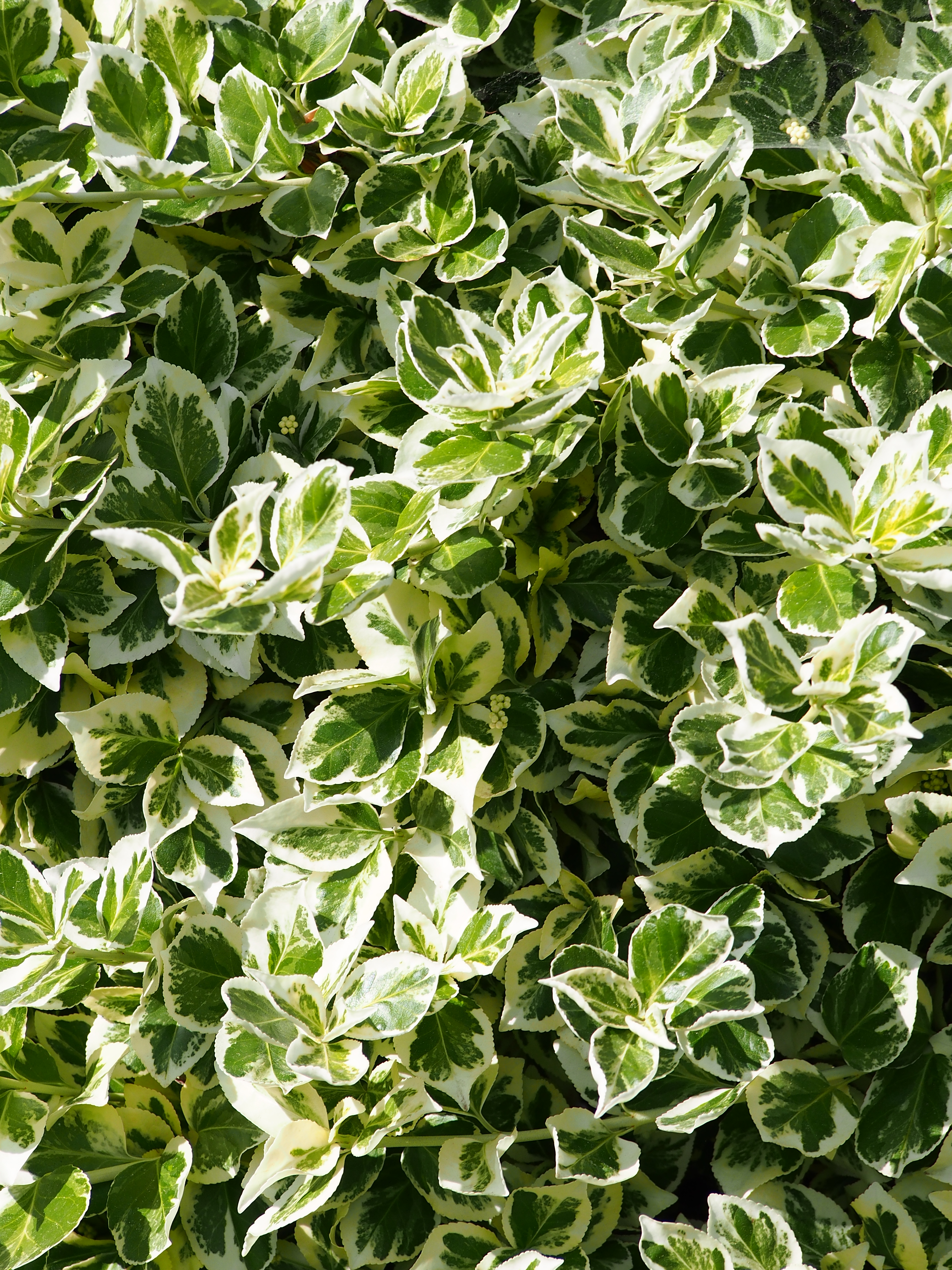
'Silver Queen'

Растения, размножаемые из зрелых цветущих стеблей (ранее иногда называемые «f. Carreei»), всегда растут как неплетистые кустарники. Некоторые популярные сорта, такие как «Moon Shadow», представляют собой кустарниковые формы.
Большинство культурных растений относятся к разновидности var. radicans (Huxley 1992). Обычно вид считается морозостойким в зонах с 5 по 9 USDA и считается инвазивным в некоторых частях мира, особенно в восточной части Соединенных Штатов и Канаде.